# Liste de gentilés issus d'ethnonymes
Dans cet article sont regroupés les gentilés issus d'ethnonymes. La distinction linguistique entre ces deux termes, même si elle n'est pas toujours respectée, correspond à une distinction légale dans les pays ex-soviétiques et ex-satellites de l'URSS entre la « citoyenneté » selon le droit du sol, qui concerne tous les ressortissants d'un pays (Azerbaïdjanais, Kazakhstanais…) quelles que soient leurs origines, langues ou croyances, et la « nationalité » au sens ethnique du terme, selon le droit du sang, qui ne concerne que les membres d'un groupe culturel reconnu par l'ethnographie soviétique (Azéris, Kazakhs…) ; la Chine populaire utilise la même distinction pour ses divers peuples.

## Gentilés de pays et régions administratives issus d'ethnonymes
| Ethnonyme                | Pays / Région                                           | Gentilé         |
| ------------------------ | ------------------------------------------------------- | --------------- |
| Angles                   | Angleterre                                              | Anglais         |
| Azéris                   | Azerbaïdjan                                             | Azerbaïdjanais  |
| Bohêmiens (Bohême=Čechy) | Tchéquie (Česko) / République tchèque (Česká republika) | Tchèques (Češi) |
| Bosniaques               | Bosnie-et-Herzégovine / Bosnie                          | Bosniens        |
| Finnois                  | Finlande                                                | Finlandais      |
| Francs                   | France                                                  | Français        |
| Kazakhs                  | Kazakhstan                                              | Kazakhstanais   |
| Ouzbeks                  | Ouzbékistan                                             | Ouzbékistanais  |
| Polanes                  | Pologne                                                 | Polonais        |
| Russes                   | Russie                                                  | Russiens        |
| Turkmènes                | Turkménistan                                            | Turkménistanais |

## Noms de villes et gentilés associés issus d'ethnonymes
| Ethnonyme | Ville | Gentilé   |
| --------- | ----- | --------- |
| Parisii   | Paris | Parisiens |